# گوجه‌فرنگی‌های سبز سرخ‌شده
گوجه‌فرنگی‌های سبز سرخ‌شده (انگلیسی: Fried Green Tomatoes) فیلمی به کارگردانی جان اونت در سبک معمایی است که در سال ۱۹۹۱ منتشر شد.

## بازیگران
- کتی بیتس
- جسیکا تندی
- مری استوارت مسترسون
- مری-لوئیز پارکر
- سیسیلی تایسون
- کریس اودانل
- ریچارد ریلی
- نیک سیرسی
- لوئیس اسمیت
- گریس زابریسکی
- استن شو